# 本立寺 (明石市)
本立寺（ほんりゅうじ）は兵庫県明石市日富美町にある日蓮宗の寺院。

## 歴史
元和（げんな）3年（1617年）に初代明石藩主の小笠原忠政が信州松本（長野県）から転封（国替え）に伴って信州松本にあった本源寺を明石に移し本立寺とした。その後、寛永(かんえい)9年（1632年）11月に豊前小倉(ぶぜんこくら)（福岡県）に転封となった際、本立寺も小倉（福岡県京都郡みやこ町豊津）に移した。寛永11年（1634年）、跡地に妙円寺を建立し、後に本立寺と改称した。江戸時代中期の儒学者･梁田蛻巌の墓所がある。

## 所在地
〒673-0896 兵庫県明石市日富美町6-8

## 文化財
- 種別1：市指定有形文化財（美術工芸品）[4]
- 種別2：絵画
- 名称：三十番神像（さんじゅうばん じんぞう）
- 指定：2018年（平成30年） 3月20日

## 周辺
- 龍谷寺
- 長久禅寺
- 宝林寺
- 兵庫県道718号明石高砂線

## 交通
- JR西日本山陽本線明石駅、または、山陽電鉄山陽明石駅から徒歩約20分